# 科瓦奇·陶马什
科瓦奇·陶马什（匈牙利語：Kovács Tamás，1943年3月20日—），匈牙利男子击剑运动员。他曾代表匈牙利参加1968年、1972年和1976年夏季奥林匹克运动会击剑比赛，共获得二枚铜牌。